# KRTAP10-2
KRTAP10-2 (англ. Keratin associated protein 10-2) – білок, який кодується однойменним геном, розташованим у людей на довгому плечі 21-ї хромосоми. Довжина поліпептидного ланцюга білка становить 255 амінокислот, а молекулярна маса — 25 616.
| 10         |  | 20         |  | 30         |  | 40         |  | 50         |
| ---------- |  | ---------- |  | ---------- |  | ---------- |  | ---------- |
| MAASTMSICS |  | SACTNSWQVD |  | DCPESCCELP |  | CGTPSCCAPA |  | PCLTLVCTPV |
| SCVSSPCCQA |  | ACEPSACQSG |  | CTSSCTPSCC |  | QQSSCQPACC |  | TSSPCQQACC |
| VPVCCKPVCC |  | VPVCCGASSC |  | CQQSSCQPAC |  | CASSSCQQSC |  | RVPVCCKAVC |
| CVPTCSESSS |  | SCCQQSSCQP |  | ACCTSSPCQQ |  | SCCVSVCCKP |  | VCCKSICCVP |
| VCSGASSPCC |  | QQSSCQPACC |  | TSSCCRPSSS |  | VSLLCRPVCS |  | RPASCSFSSG |
| QKSSC      |  |            |  |            |  |            |  |            |

A: Аланін

C: Цистеїн

D: Аспарагінова кислота

E: Глутамінова кислота

F: Фенілаланін

G: Гліцин

I: Ізолейцин

K: Лізин

L: Лейцин

M: Метіонін

N: Аспарагін

P: Пролін

Q: Глутамін

R: Аргінін

S: Серин

T: Треонін

V: Валін

Задіяний у такому біологічному процесі, як альтернативний сплайсинг. 